# CHAPS (détergent)
Pour les articles homonymes, voir Chaps.

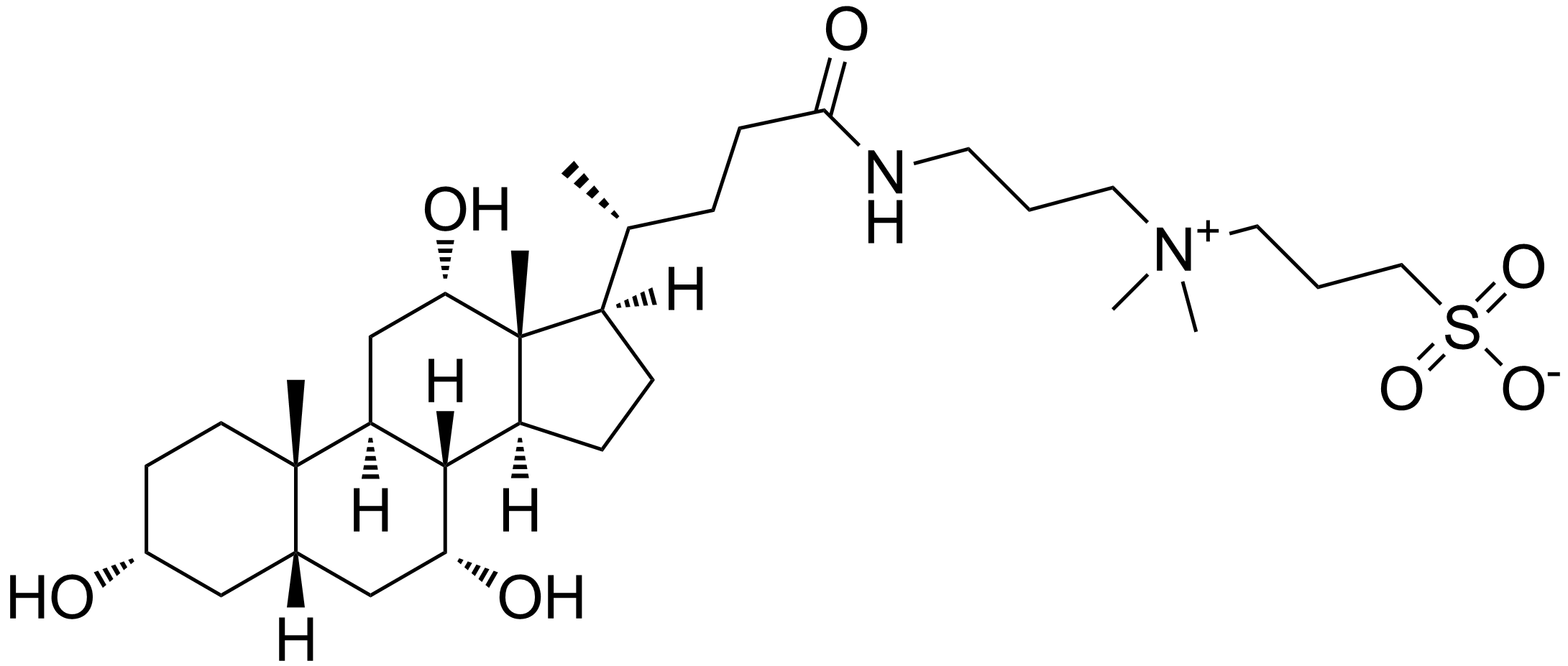
Représentation d'une molécule de CHAPS.

Le CHAPS, ou 3-[(3-cholamidopropyl)diméthylammonio]-1-propanesulfonate, est un composé organique de formule C32H58N2O7S. C'est un détergent non dénaturant. Il est utilisé notamment dans le protocole de l'hybridation in situ, pour sa capacité à perméabiliser partiellement les cellules en solubilisant les protéines membranaires.
CHAPS fait partie des zwitterions.